# Tinka och kungaspelet
Tinka och kungaspelet (danska: Tinka og Kongespillet) är en dansk julkalender producerad 2019 av Cosmo Film för TV 2 med premiär i december samma år. Serien visades i Sverige på TV4 och C More julen 2020.
Julkalendern, som är en uppföljare på Tinkas juläventyr från 2017, regisserades av Christian Grønvall efter manus av Ina Bruhn, Flemming Klem och Stefan Jaworski. Huvudrollen som Tinka spelas av Josephine Højbjerg.

## Handling
Efter att kungen stupat till häst på väg hem från ett uppdrag är det upp till den ställföreträdande regeringen att utse en ny regent via det så kallade kungaspelet. Tinka ställer motvilligt upp i spelet och får hjälp av sina vänner och sin familj för att klara av uppdraget och krönas till drottning. Men det finns andra som är sugna på tronen.

## Rollista
| Roll      | Skådespelare               | Svenska röster            |
| --------- | -------------------------- | ------------------------- |
| Tinka     | Josephine Højbjerg         | Ellen Thureson            |
| Lasse     | Albert Rosin Harson        | Sam Molavi                |
| Astrid    | Rosita Nellie Holse Gjurup | Viva Östervall Lyngbrant  |
| Nille     | Neel Rønholt               | Cecilia Ustav             |
| Maja      | Birthe Neumann             | Vicki Benckert            |
| Mikkel    | Martin Bo Lindsten         | Joachim Bergström         |
| Ingi      | Elen Hillingsø             | Sharon Dyall              |
| Bjergi    | Paw Henriksen              | Patrik Berg Almkvisth     |
| Skir      | Hadi Ka-Koush              | Anton Olofson Raeder      |
| Aamund    | Peter Gantzler             | Johan Schinkler           |
| Fileas    | Christian Tafdrup          | Emil Almén                |
| Gitte     | Anne Louise Hassing        | Anette Belander           |
| Hilde     | Ulla Vejby Kristensen      | Anette Belander           |
| Grot      | Esben Dalgaard Andersen    | Alex Kantsjö              |
| Falke     | Viilbjørk Malling Agger    | Linn Jansson              |
| Birk      | Jakob Femerling            | Anton Olofson Raeder      |
| Pelle     | Laurids Skovgaard Andersen | Niels Pettersson Sandmark |
| Berättare | Kasper Leisner             | Johan Schinkler           |

- Den svenska dubbningen producerades av SDI Media för C More
- Översättning: Eva Brise, Mikaela Tidermark Nelson

## Lista över avsnitt
| Nr | Originaltitel           | Svensk titel                 |
| -- | ----------------------- | ---------------------------- |
| 1  | Kronprinsessen          | Kronprinsessan               |
| 2  | Stille efter Storm      | Lugnet efter Storm           |
| 3  | Kongernes hal           | Kungarnas hus                |
| 4  | Halvmenneske            | Halvmänniska                 |
| 5  | Troldenes krypt         | Trollens krypta              |
| 6  | Kongens mod             | Kungamod                     |
| 7  | Med nye øjne            | Med nya ögon                 |
| 8  | Uventede gæster         | Oväntade gäster              |
| 9  | Kongens styrke          | Kungastyrka                  |
| 10 | Dem eller os            | De eller vi                  |
| 11 | 37 1/2 høne             | 37 1/2 höna                  |
| 12 | Kongens kløgt           | Kungavisdom                  |
| 13 | Lys i mørket            | Ljus i mörkret               |
| 14 | Nye planer              | Nya planer                   |
| 15 | Tilbage til efterskolen | Tillbaka till internatskolan |
| 16 | Sværdet og pennen       | Svärdet och pennan           |
| 17 | Knuste hjerter          | Krossade hjärtan             |
| 18 | Kongens valg            | Kungens val                  |
| 19 | Falkes valg             | Falkes val                   |
| 20 | Ingis store beslutning  | Ingis stora beslut           |
| 21 | Onkel Fileas            | Farbror Fileas               |
| 22 | Troldeglas              | Trollkristall                |
| 23 | Nissernes dronning      | Tomtarnas drottning          |
| 24 | Mennesket fra Søgaard   | Människan från Sörgård       |